# Sanford Stadium
El Sanford Stadium es un estadio de fútbol americano y en ocasiones de fútbol localizado en la ciudad de Athens, en el estado de Georgia. Se ubica en el campus de la Universidad de Georgia, y alberga los partidos de los Georgia Bulldogs de fútbol americano desde su inauguración en 1929.
A este estadio se le han hecho muchas remodelaciones que fueron planificadas para que no se distinguiera de la construcción original

## Remodelaciones
La primera fue en 1940 se instalaron las luces a nivel del campo, durante los años 1960 se realizó otra en donde fueron quitados luces a nivel de cancha y se agregaron 7621 lo que aumentó la capacidad del estadio a 43 621, en 1967 se añadió un club, un palco para la prensa y se agregaron 19 640 con lo que el estadio aumentaba su capacidad a 63 261.
En 1981 se agregaron otros 19 000 y se colocaron luces ahora en la parte superior de las gradas más altas lo que no obstruía la vista del estadio a los aficionados, con estas remodelaciones el estadio aumento a las 82 261 personas sentadas.
En el año de 1994 se agregaron 30 suites de lujo y en 2000 se agregaron 50 más, lo que aumentó la capacidad del estadio a 86 520.
En 2003 se añadió otro piso a la parte norte con capacidad para 5500, en 2004 se añadieron 27 skysuites, lo que le dio la capacidad actual del estadio, en 2005 se añadió una pantalla en la zona oeste del estadio.

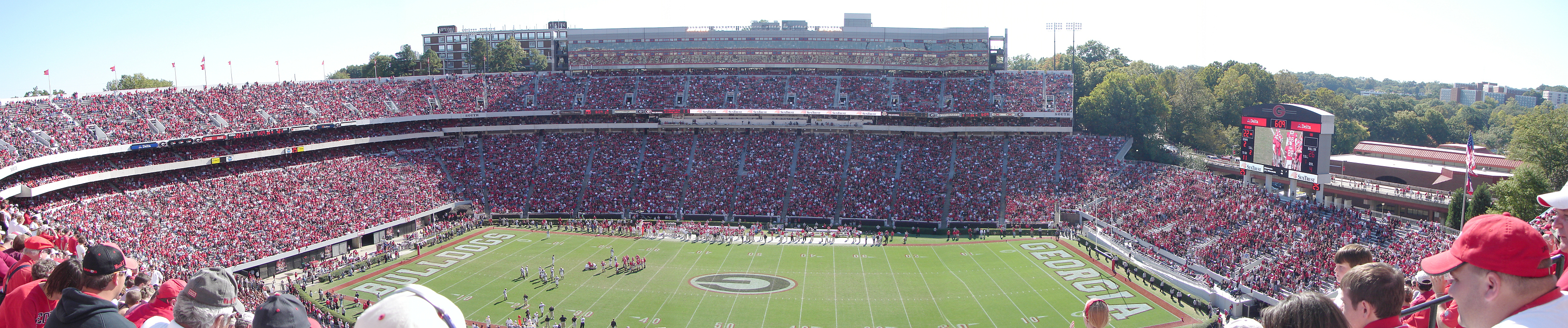
Panorámica del estadio.